# Rob Pruitt
Robert „Rob“ Pruitt (* 1964 in Washington, D.C.) ist ein amerikanischer bildender Künstler in New York City, der als Maler und Objektkünstler tätig ist. Seit den frühen 1990er Jahren verbindet sein Werk postmoderne Pop Art mit politischer Satire.

## Leben und Wirken

Rob Pruitt: The Andy Monument

Rob Pruitt wuchs in Rockville auf. Nach dem Studium am Corcoran College of Art and Design in Washington setzte er seine Ausbildung an der Parsons School of Design in New York fort. Am Corcoran College traf er Jack Early; sie hatten 1990 ihre erste gemeinsame Ausstellung, Artworks for Teenage Boys, die die Kritiker als sexistisch schalten. 1992 endete die Zusammenarbeit nach der Ausstellung Red, Black, Green Red, White, and Blue in der Galerie Leo Castelli, die auf heftige Kritik mit dem Vorwurf des Rassismus stieß. Der Absturz folgte, denn niemand wollte Early-Pruitt mehr ausstellen. Erst 1997 konnte Pruitt in der Kunstwelt wieder Fuß fassen. 1998 erlangte er große Aufmerksamkeit mit dem Cocaine Buffet; er zog eine fünf Meter lange Linie Kokain auf einen Spiegel, der auf dem Boden eines Lofts lag. Die New Yorker Kunstszene ging auf die Knie. Ein Jahr später verfasste er in einem Monat 101 Art Ideas You Can Do Yourself, Ideen, die Rezepte für ein kunstvoll spaßiges Leben liefern und über die strenge Konzeptkunst spotten.
Ab 2000 setzte er seine Vorliebe für Pandabären um und schuf silbrig glänzende Werke mit ihrem Abbild. Auf einer Ausstellung 2010 bei Gavin Brown’s enterprise zeigte er unter dem Titel Pattern and Degradation Arbeiten in Form von Quilts, die von der Tradition der Amish beeinflusst sind.
Pruitt, der ein Verehrer Andy Warhols ist, schuf die Skulptur The Andy Monument, eine überlebensgroße, verchromte Statue, die am 30. März 2011 am Union Square enthüllt wurde. Es ist der Ort vor dem Gebäude, das Warhol in den 1970er und frühen 1980er Jahren als Factory genutzt hatte. Im Herbst 2012 wurde es zum Contemporary Arts Museum Houston in Texas gebracht, wo es nach der Enthüllung am 20. Oktober sechs Monate blieb.
Der Kunstverein Freiburg zeigte 2012 in der Ausstellung Rob Pruitt – History of the World eine Installation in der Ausstellungshalle mit schwarzen Dinosauriern aus Fiberglas, die von einem Zulieferer für regionale Naturkundemuseen hergestellt worden waren. Sie blickten auf großformatige Ölgemälde, die unaufgeräumte Zimmer von Personen abbilden, die unter dem Messie-Syndrom leiden. Die Ausstellung zeigte auf diese Weise die Geschichte der Welt und die Vorliebe des Künstlers für die Verbindung von Malerei und skulpturaler Installation.
Für die Collection 2013 stand der Künstler bei Jimmy Choo, einem Designer für Schuhe, Handtaschen und Kleinlederwaren unter Vertrag.

## Schriften
- Rob Pruitt und Jeffrey Deitch: Pop Touched Me: The Art of Rob Pruitt. Abrams, New York 2010, ISBN 978-0-8109-5432-8